# الیزابت بلکول
الیزابت بلک‌وِل (به انگلیسی: Elizabeth Blackwell) (زاده ۳ فوریه ۱۸۲۱ – درگذشته ۳۱ مه ۱۹۱۰) یک پزشک بریتانیایی‌تبار اهل آمریکا بود. او در سال ۱۸۴۹ در آمریکا دکترای پزشکی گرفت و نخستین زنی بود که به چنین امری نایل آمد. وی همچنین مبارز راه حقوق زنان و مخالف برده‌داری بود.
او خواهر امیلی بلک‌ول بود.

## زندگی
او در انگلستان متولد و در یک خانواده پرجمعیت به همراه خواهران و خاله‌هایش زندگی می‌کرد. پدرش مردی لیبرال بود. او درخواست هیچ‌یک از خواستگارانش را نپذیرفت و هرگز ازدواج نکرد پنج خواهر دیگرش نیز همین‌طور مجرد باقی ماندند.
خانواده او به ایالات متحده مهاجرت کردند و در حالیکه الیزابت هنوز نوجوان بود پدرش در گذشت و مسئولیت خانواده بر دوش او افتاد. الیزابت تحصیلاتش را تمام کرد و در سال ۱۸۴۴ به فکر آموختن حرفه پزشکی افتاد. پیش‌تر زنان به صورت آکادمیک این حرفه را نمی‌آموختند. او برای دانشگاه‌های زیادی نامه نوشت تا سرانجام در دانشگاه ژنو پذیرفته شد. مدتی در بیمارستان‌های پاریس به کارآموزی پرداخت و سپس به نیویورک بازگشت چون نتوانست در هیچ بیمارستانی کار پیدا کند. او یک مرکز کمک آموزش پزشکی در نیویورک تأسیس کرد.

## افتخارات
الیزابت بلک‌وِل توانست در سال ۱۸۴۹ دانشنامه پزشکی خود را اخذ کند. تز او دربارهٔ درمان تیفوس بود و در سال ۱۸۵۲ مقاله و بروشورهایی با عنوان «قوانین زندگی با رویکرد به تربیت بدنی دختران» منتشر کرد. همچنین وی موفق شد درمانگاهی در نیویورک برای زنان تأسیس نماید. در سال ۱۸۹۵ خود زندگی‌نامه خویش را منتشر کرد که با استقبال چندانی مواجه نشد.